# Otto von Bülow (Marineoffizier, 1911)
Otto von Bülow (* 16. Oktober 1911 in Wilhelmshaven; † 5. Januar 2006 in Wohltorf) war ein deutscher U-Boot-Kommandant im Zweiten Weltkrieg sowie Kapitän zur See der Bundesmarine.

## Leben

### Herkunft
Otto entstammte dem mecklenburgischen Uradelsgeschlecht derer von Bülow und war der Sohn des Kapitäns zur See Otto von Bülow (1874–1930) und dessen Ehefrau Johanna, geborene Meyer (1883–1937).

### Militärischer Werdegang
Bülow trat am 1. April 1930 als Seeoffizieranwärter in die Reichsmarine ein und absolvierte zunächst eine Infanterieausbildung in der II. Abteilung Schiffsstammdivision der Ostsee in Stralsund. Seine Bordausbildung absolvierte Bülow ab Juli 1930 auf der Niobe und ab Oktober bis zum Beginn des Jahres 1932 auf dem Leichten Kreuzer Emden. Es folgten weitere Ausbildungslehrgänge in Stralsund und zwischen 1932 und 1933 der Hauptlehrgang für Fähnriche an der Marineschule Mürwik.
1933 wurde Bülow auf das Panzerschiff Deutschland versetzt, wo er ab 1. April 1934 als Divisionsleutnant und als Batteriekommandeur diente. Im September 1935 wechselte er als Kompanieoffizier und Kompaniechef der Fla-Kompanie/VI. Marine-Artillerieabteilung nach Emden. In den Jahren 1937 bis 1939 führte Bülow als Divisionsoffizier der I.WO und Flak-AO auf dem Linienschiff Schleswig-Holstein und von September 1939 bis Januar 1940 als Kompaniechef der Marine-Artillerieabteilung bzw. Kommandeur der Marine-Flakabteilung in Pillau.
Ab April 1940 wechselte Bülow zur U-Boot-Waffe, absolvierte Ausbildungen und Lehrgänge und wurde am 11. November 1940 zum Kommandanten von U 3 (21. U-Boot-Flottille) ernannt. Am 6. August 1941 erhielt er schließlich das Kommando über das neu in Dienst gestellte U 404 (6. U-Flottille), mit dem er 15 Schiffe, darunter einen britischen Zerstörer, versenkte und 2 Schiffe beschädigte. Bülow wurde dafür am 20. Oktober 1942 mit dem Ritterkreuz des Eisernen Kreuzes ausgezeichnet. Am A. April 1943 wurde er Korvettenkapitän.
Am 25. April 1943 verkündete der deutsche Rundfunk "Achtung! Achtung! Wir sind stolz zu verkünden, dass ein deutsches U-Boot den amerikanischen Flugzeugträger Ranger im Nordatlantik versenkt hat!" Im Anschluss an diese Sendung meldeten deutsche Nachrichten, dass Kommandant Otto von Bülow, von Adolf Hitler persönlich mit dem Eichenlaub zum Ritterkreuz ausgezeichnet worden war. Als Grund nannte man "neben der Torpedierung von vier Dampfern auch den amerikanischen Flugzeugträger Ranger erwischt und versenkt". Tatsächlich wurde die Ranger nicht angegriffen, sondern ein anderer Träger erfolglos torpediert.
Am 1. September 1943 wurde er zum Flottillenchef der 23. U-Flottille in Danzig ernannt. Im April 1945 wurde er nochmals kurzfristig mit dem Kommando über U 2545 (31. U-Flottille) beauftragt, jedoch im selben Monat wurde ihm das Marinesturmbataillon I in Neustrelitz, Plön und Mürwik übertragen.
Bülow geriet im Mai 1945 in britische Kriegsgefangenschaft, aus der er bereits im August des gleichen Jahres entlassen wurde. Er trat 1956 in die Bundeswehr ein und war von Oktober 1956 bis September 1959 Kommandeur der neu eingerichteten 5. Schiffsstammabteilung in Flensburg. In dieser Position wurde er zum Fregattenkapitän befördert. Von April 1960 bis Januar 1962 war er Kommandant des gerade bei der Bundesmarine in Dienst gestellten Zerstörers Z 6. Von April 1962 bis September 1963, in dieser Position zum Kapitän zur See befördert, war er Kommandeur des 3. Zerstörergeschwaders. Danach unterrichtete Bülow bis 1965 an der Führungsakademie der Bundeswehr/Abteilung Marine in Hamburg-Blankenese. Bülow war von 1965 bis 1970 Kommandeur und Standortkommandant von Hamburg. Im April 1970 ging er in den Ruhestand.

### Familie
Am 5. Juni 1937 heirateten Otto von Bülow und Helga Christiansen (* 2. April 1914 in Rødding, Dänemark) in Bremen.

## Auszeichnungen
- Eisernes Kreuz (1939) II. Klasse und I. Klasse am 6. April 1942
- U-Boot-Kriegsabzeichen (1939)
- Ritterkreuz des Eisernen Kreuzes mit Eichenlaub[4]
  - Ritterkreuz am 20. Oktober 1942
  - Eichenlaub am 26. April 1943 (234. Verleihung)
- Kriegsverdienstkreuz (1939) II. Klasse am 20. April 1944
- Verdienstkreuz I. Klasse des Verdienstordens der Bundesrepublik Deutschland 1969